# 21818 Yurkanin
21818 Yurkanin este un asteroid din centura principală de asteroizi.

## Descriere
21818 Yurkanin este un asteroid din centura principală de asteroizi. A fost descoperit pe 4 octombrie 1999 la Socorro, New Mexico, în cadrul proiectului LINEAR. Asteroidul prezintă o orbită caracterizată de o semiaxă mare de 3,02 ua, o excentricitate de 0,05 și o înclinație de 2,0° în raport cu ecliptica.